# Antonio Centa
Antonio Centa (Maniago, 10 agosto 1907 – Rovigo, 19 aprile 1979) è stato un attore italiano.

## Biografia
Di origini friulane, nacque a Maniago, che allora era in provincia di Udine, e si trasferì durante la prima guerra mondiale a Ferrara con la famiglia. Cresciuto, lavorò nel mondo delle ceramiche friulane emigrando poi giovanissimo, nel 1929, negli Stati Uniti dove proseguì la sua attività artigianale ed entrò nello staff del famoso pugile di origine friulana Primo Carnera, mettendosi in luce come giovane brillante, affascinante e volitivo.
Rientrato in Italia, ebbe l'occasione di entrare nel mondo del cinema e si impose nella metà degli anni trenta, esordendo nel film La luce del mondo (1935) di Gennaro Righelli, accanto a Kiki Palmer, Corrado Racca, Enzo Biliotti e Aristide Baghetti.
Diventò uno dei nomi più interessanti dello star system italiano negli anni tra il 1935 e il 1943, ottenendo il suo primo grande successo con Lo squadrone bianco (1936), film di propaganda che lo lanciò in modo definitivo. Fu partner di Assia Noris, Alida Valli, Isa Miranda, Caterina Boratto, Doris Duranti, Maria Denis, Elsa De Giorgi, Elisa Cegani, Vivi Gioi, Luisa Ferida, Adriana Benetti e successivamente di Yvonne Sanson, Valentina Cortese, Dina Sassoli e molte altre dive. Incarnò spesso il ruolo di antagonista dell'eroe positivo proprio per la sua aria ironica e beffarda, rivaleggiando con Fosco Giachetti in Un colpo di pistola e Fari nella nebbia, Andrea Checchi in Solitudine, Gino Cervi in Gente dell'aria e T'amerò sempre,  e altri ancora. Fu diretto da registi come Augusto Genina, Alessandro Blasetti e Mario Camerini.

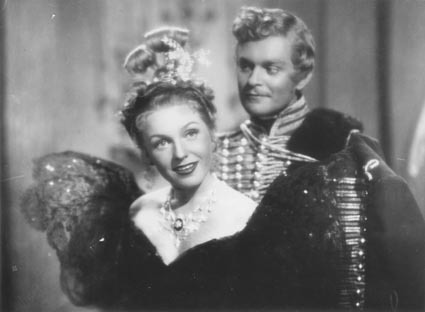
Antonio Centa con Assia Noris nel film Un colpo di pistola (1942)

Dopo l'ultimo conflitto, Centa stentò a ritrovare ruoli primari, forse per i mutati gusti del pubblico o forse per via del suo look un po' appesantito. Prese comunque parte a film importanti come Assunta Spina (1948) di Mario Mattoli, accanto a Eduardo De Filippo e Anna Magnani, Il cavaliere misterioso (1948), accanto a Vittorio Gassman, La montagna di cristallo (1949), con Valentina Cortese, e Ombre sul Canal Grande (1951) di Glauco Pellegrini, dove ritrovò Isa Pola. Venne però sempre più spesso impiegato in ruoli secondari, seppure all'interno di film memorabili come Una vita difficile di Dino Risi, dove è l'accompagnatore e maturo corteggiatore di Lea Massari nel night club versiliano, oppure nel celeberrimo Vite vendute di Clouzot, dove è il convincente capitano del campo. 
Il 10 novembre 1974, per la Rai, Francesco Savio gli fece un'intervista radiofonica tuttora conservata presso il Centro Sperimentale di Cinematografia.
Pur avendo mantenuto la sua residenza ufficiale al paese natio, Maniago, Centa andò a vivere - dopo essersi ritirato definitivamente dal mondo del cinema alla fine degli anni sessanta - di nuovo a Ferrara dove gestì, per un certo periodo, un importante e storico ristorante nel centro della città estense. Fu proprio sulla strada del ritorno verso Ferrara che, dopo aver passato la Pasqua a Maniago, ebbe un incidente stradale nei pressi di Rovigo e morì a seguito delle ferite riportate il 19 aprile 1979.
Alla sua figura, al suo percorso nel cinema, e alla sua vita privata, non sempre illuminata dai riflettori delle cronache mondane, e anzi per qualche aspetto ancora avvolta dal mistero, è dedicato Il perdente gentiluomo: vita e arte di Antonio Centa di Gloria De Antoni e Oreste De Fornari, prodotto dalla Cineteca del Friuli.

## Filmografia parziale

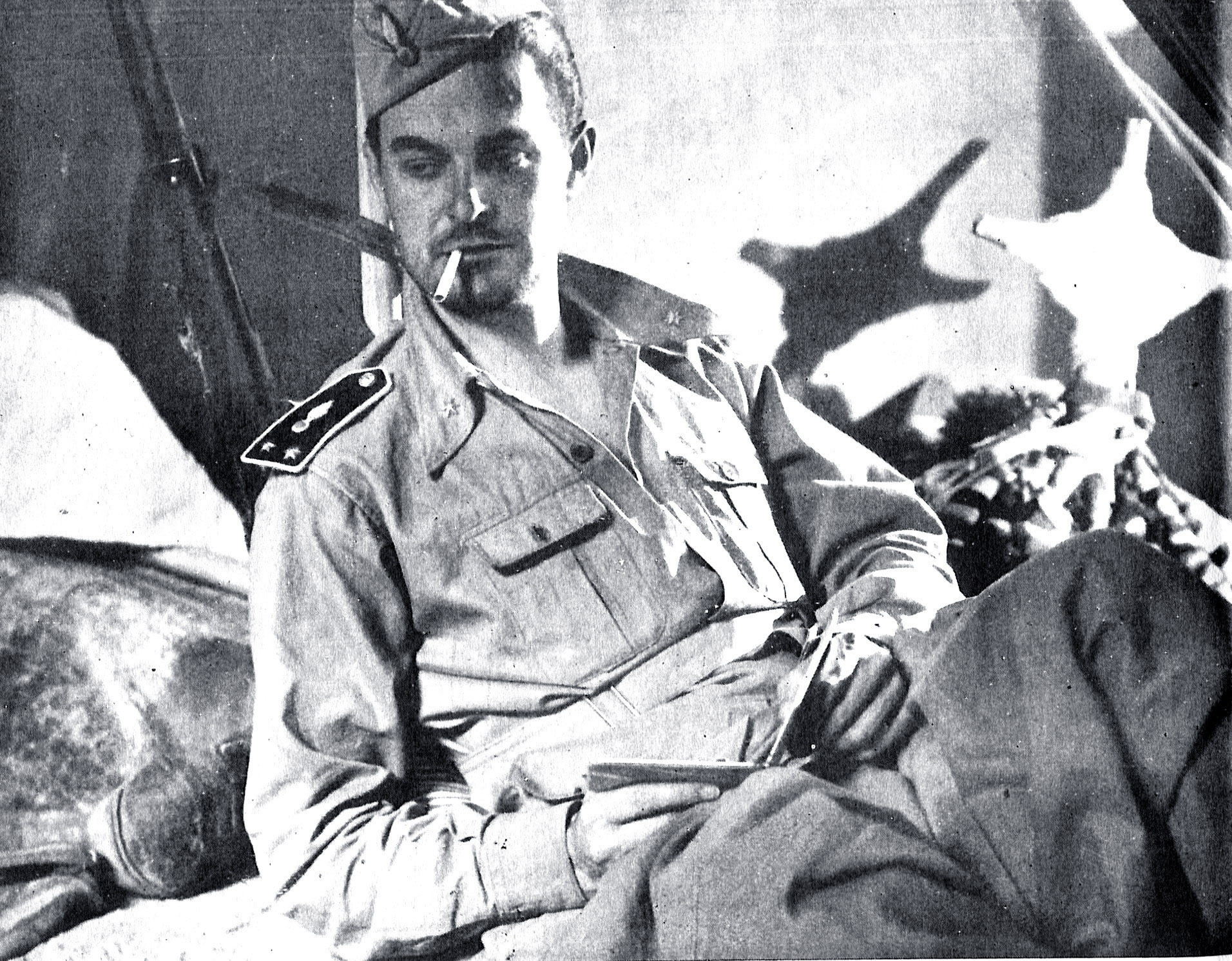
Antonio Centa ne Lo squadrone bianco (1936)

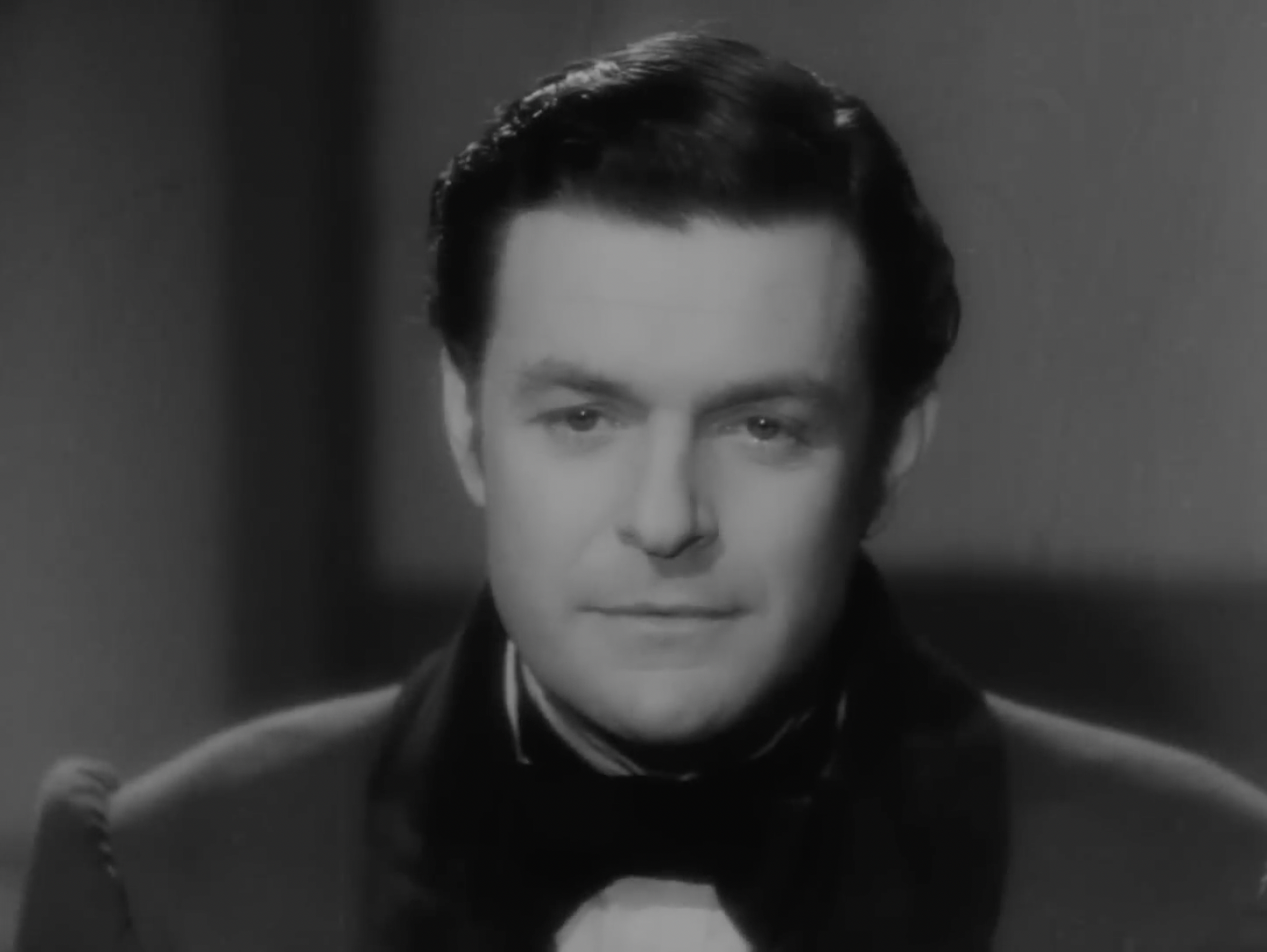
Antonio Centa ne La principessa del sogno (1942)

- La luce del mondo, regia di Gennaro Righelli (1935)
- Lo squadrone bianco, regia di Augusto Genina (1936)
- Ma non è una cosa seria, regia di Mario Camerini (1936)
- I due sergenti, regia di Enrico Guazzoni (1936)
- Ballerine, regia di Gustav Machatý (1936)
- Marcella, regia di Guido Brignone (1937)
- I tre desideri, regia di Kurt Gerron e Giorgio Ferroni (1937)
- Contessa di Parma, regia di Alessandro Blasetti (1937)
- Sotto la croce del sud, regia di Guido Brignone (1938)
- La principessa Tarakanova, regia di Mario Soldati (1938)
- Lotte nell'ombra, regia di Domenico Gambino (1939)
- Una moglie in pericolo, regia di Max Neufeld (1939)
- Ballo al castello, regia di Max Neufeld (1939)
- Chi sei tu?, regia di Gino Valori (1939)
- Tutto per la donna, regia di Mario Soldati (1939)
- Il cavaliere di Kruja, regia di Carlo Campogalliani (1940)
- Validità giorni dieci, regia di Camillo Mastrocinque (1940)
- Il pozzo dei miracoli, regia di Gennaro Righelli (1941)
- Manovre d'amore, regia di Gennaro Righelli (1941)
- Solitudine, regia di Livio Pavanelli (1941)
- Un colpo di pistola, regia di Renato Castellani (1942)
- La principessa del sogno, regia di Roberto Savarese e Maria Teresa Ricci (1942)
- Fari nella nebbia, regia di Gianni Franciolini (1942)
- Cercasi bionda bella presenza, regia di Pina Renzi (1942)
- Gente dell'aria, regia di Esodo Pratelli (1943)
- Il ponte sull'infinito, regia di Alberto Doria (1943)
- T'amerò sempre, regia di Mario Camerini (1943)
- Zazà, regia di Renato Castellani (1944)
- Pian delle stelle, regia di Giorgio Ferroni (1946)
- Assunta Spina, regia di Mario Mattoli (1948)
- Il cavaliere misterioso, regia di Riccardo Freda (1948)
- L'uomo dal guanto grigio, regia di Camillo Mastrocinque (1948)
- La montagna di cristallo, regia di Henry Cass (1949)
- La strada buia, regia di Sidney Salkow e Marino Girolami (1950)
- Ombre sul Canal Grande, regia di Glauco Pellegrini (1951)
- Gli uomini non guardano il cielo, regia di Umberto Scarpelli (1951)
- La rivale dell'imperatrice, regia di Jacopo Comin (1951)
- Vite vendute (Le salaire de la peur), regia di Henri-Georges Clouzot (1952)
- Mizar (Sabotaggio in mare), regia di Francesco De Robertis (1954)
- Una vita difficile, regia di Dino Risi (1961)
- Laura nuda, regia di Nicolò Ferrari (1961)
- La pecora nera, regia di Luciano Salce (1968)
- Giovinezza giovinezza, regia di Franco Rossi (1969)
- L'amore breve, regia di Romano Scavolini (1969)